# 亞洲拉子影展
亞洲拉子影展，是2005年8月在台灣展開第一屆，並將於2006年至香港、廣州和北京巡迴，接著會在亞洲不同的國家每年舉辦的影展。宗旨是再現拉子（女同性戀），深化拉子社群基礎，去歐美中心主義，以及促進亞洲內國際各地的對話交流以及創作。
影展以亞洲拉子為主題，討論性與性別、女人關係、家庭和社群、社會正義和女同性戀社會運動等議題。形式包括紀錄片、實驗性影片與劇情片。某些場次有映後座談。參展國家包括：馬來西亞、菲律賓、印度、泰國、中國、香港、台灣、日本、南韓、以色列、加拿大（包括華僑與台僑）。
主辦單位：台灣性別人權協會。

## 外部連結
- 亞洲拉子影展（包括繁體中文及英文版）